# 강은경 (작가)
강은경(1971년 7월 25일 ~ )은 대한민국의 드라마 작가이다.

## 경력
- <글라인> 대표

## 집필 활동

### 크리에이터
- 2016년 JTBC 《욱씨남정기》 (크리에이터)
- 2018년 JTBC 금토드라마 《미스티》(크리에이터)
- 2020년 JTBC 금토드라마 《부부의 세계》 (크리에이터)
- 2021년 SBS 금토드라마 《지금 헤어지는 중입니다.》(크리에이터)

### 텔레비전 드라마
- 1998년 SBS 월화 특별기획 드라마 《백야 3.98》 ... 집필
- 1999년 KBS2 일요 베스트 극장 《은비령》 ... 집필
- 1999년 SBS 월화 미니시리즈 《고스트》 ... 집필
- 2001년 MBC 수목 미니시리즈 《호텔리어》 ... 집필
- 2002년 SBS 주말 미니시리즈 《유리구두》 ... 집필
- 2003년 MBC 수목 미니시리즈 《좋은 사람》 ... 집필
- 2004년 MBC 베스트극장 《옛사랑》 ... 집필
- 2004년 KBS2 월화 미니시리즈 《오!필승 봉순영》 ... 집필
- 2006년 KBS2 월화 미니시리즈 《안녕하세요 하느님》 ... 집필
- 2007년 KBS2 수목 미니시리즈 《달자의 봄》 ... 집필
- 2008년 SBS 금요 드라마 《비천무》 ... 집필
- 2008년 KBS2 월화 미니시리즈 《강적들》 ... 집필
- 2010년 KBS2 수목 특별기획 드라마 《제빵왕 김탁구》 ... 집필
- 2011년 KBS2 수목 특별기획 드라마 《영광의 재인》 ... 집필
- 2013년 MBC 월화 특별기획 드라마 《구가의 서》 ... 집필
- 2014년 KBS2 주말 연속극 《가족끼리 왜 이래》 ... 집필
- 2016년 SBS 월화 미니시리즈 《낭만닥터 김사부》 ... 집필
- 2018년 SBS 월화 미니시리즈 《여우각시별》 ... 집필
- 2020년 SBS 월화 미니시리즈 《낭만닥터 김사부 2》 ... 집필
- 2023년 넷플릭스 오리지널 드라마 《경성크리처》 ... 집필
- 2023년 SBS 금토드라마 《낭만닥터 김사부 3》 ... 집필

## 수상 경력
- 2010년 대한민국 콘텐츠 어워드 방송영상 그랑프리부문 국무총리상 - 제빵왕 김탁구
- 2010년 제23회 한국방송작가상 - 제빵왕 김탁구
- 2010년 KBS 연기대상 작가상 - 제빵왕 김탁구
- 2010년 코리아 드라마 페스티벌 작가상 - 제빵왕 김탁구
- 2011년 제2회 대한민국 서울문화예술대상 드라마작가 대상
- 2014년 KBS 연기대상 작가상 - 가족끼리 왜 이래
- 2015년 대한민국 컨텐츠 대상 국무총리상 - 가족끼리 왜 이래
- 2017년 방송통신위원회 방송대상 작가상 - 낭만닥터 김사부